# Língua belhare
Belhare (em nepali:  Belhāreor), também chamada Athpariya II (não deve ser confundido com Athpariya I), é uma língua Kiranti falada em 2016 por cerca de 2 mil pessoas que vivem na colina Belhara, no sopé sul do Himalaia situado no distrito Dhankuta , Povíncia No. 1 no leste de Nepal. Todos os falantes de Belhare são bilíngues em Nepali, o que resulta em frequentes misturas de códigos e uma grande quantidade de palavras nepalesas emprestadas. No entanto, a gramática de Belhare manteve suas características distintas de Kiranti.
Como outras línguas kiranti, Belhare é caracterizada por uma morfologia elaborada tanto no domínio nominal quanto no verbal. Sintaticamente, Belhare tem em parte uma língua nominativa–acusativa e outra parte com pivô absolutivo, mas a sintaxe acusativa é mais proeminente em termos de frequência.

## Escritas
A língua usa a escrita Devanagari com 29 consoantes e 5 vogais; e também o alfabeto latino no qual não se usam as letras F, Q, V, X, Z. Usam-se as formas palatizadas Bh, Ch, Gh, Jh, Jk, Ph, Rh, Th, ?, ŋ

## Fonologia
Os fonemas entre parênteses só ocorrem em palavras emprestadas do nepalês..

### Consonantes
|                   |           |                | Bilabial       | Apical          | Palatal        | Velar         | Glotal |
| ----------------- | --------- | -------------- | -------------- | --------------- | -------------- | ------------- | ------ |
| Nasal             | Nasal     | Nasal          | m              | n               |                | ŋ             |        |
| Plosiva/ Africada | surda     | não naspirada  | p              | t               | ts letra c     | k             | ʔ      |
| Plosiva/ Africada | surda     | aspirada       | pʰ escrita ph  | tʰ escrita th   | tsʰ escrita ch | kʰ escrita kh | ʔ      |
| Plosiva/ Africada | b         | d              | (dz escrita j  | ɡ               |                |               | ʔ      |
| Plosiva/ Africada | aspirada  | (bʱ escrita bh | (dʱ escrita dh | (dzʱ escrita jh | (ɡʱ escrita gh |               | ʔ      |
| Fricativa         | Fricativa | Fricativa      |                | s               |                |               | h      |
| Lateral           | Lateral   | Lateral        |                | l               |                |               |        |
| Vibrante          | Vibrante  | não aspirada   |                | r escrita r     |                |               |        |
| Vibrante          | Vibrante  | aspirada       |                | (rʱ escrita rh  |                |               |        |
| Semivogal         | Semivogal | Semivogal      | w              |                 | j              |               |        |

### Vogais
|        | Anterior | [[vogal central \|Central | Posterior |
| ------ | -------- | ------------------------- | --------- |
| close  | i ĩ      |                           | u ũ       |
| Medial | e        | (ʌ)                       | o         |
| Aberta |          | a                         |           |